# أجود بن زامل الجبري
السُّلْطَانُ أَجْوَدُ بْنُ زَامِلٍ الْجَبْرِيُّ () (رمضان 821 – 911هـ /أكتوبر [تشرين الأول] 1418 – 1505م) ثالث حُكَّام الدولة الجبرية، تولى حُكم الدولة خلفًا لأخيه سيف من سنة 874هـ/1470م حتى سنة 902هـ/1497م.
وُلد أجود ببادية الأحساء والقطيف في شهر رمضان من سنة 821هـ/1418م ونشأ في بيت الحُكم حيث تولى أبوه زامل وأخوه سيف مقاليد الحكم في الدولة الجبرية فاستطاع اكتساب المهارات السياسية منهما، وأيضًا نشأ على القيِّم الدينية والتقاليد القبلية.
تولَّى أجود حكم الدولة الجبرية بعد قتل العصفوريين أخاه سيف، واستطاع أجود طردهم من الأحساء لبادية العراق، ثم استكمل صراعه مع الهرمزيين واستطاع في صراعه الاستيلاء على جزيرة أوال وإحكام قبضته على منطقة عُمان ما جعله يضغط على أعداءه الهرمزيين، وخاض معارك عديدة في منطقة نجد على القبائل المُعادية له واستطاع هزيمة مُعظمهم غير أنها لم تكن منطقة مستقرة في عهده.
أثَّرت سياسات أجود الداخلية والخارجية على مستقبل الدولة الجبرية فقد اهتم بضبط أمورها الإدارية نتيجة توسعها في مناطق خارج إقليم البحرين، وبدأ في تقسيم الدولة إلى أقاليم أصغر حتى تسهُل إدارتها وولَّى بها أبناءه مثل محمد وزامل وسيف، واهتم بالشؤون القضائية والعسكرية واهتم بتعيين العملاء المناسبن لذلك وكان أحيانًا يديرها بنفسه، وفي السياسة الخارجية كان أجود من مشاهير الملوك وقد سعى بعض الحكام إلى ترضيته مثل وزير الدولة البهمنية محمود القاواني وله علاقة جيدة مع أشراف مكة.
أجمعت المصادر على صَلَاح أجود وحُسن تديُّنه واعتقاده وكان أجود متمذهبًا على مذهب الإمام مالك بن أنس وله علم بفروع مذهبه، وأدَّى مناسك الحج ثلاثة مرات وقيل أكثر، واتُّصف بصفات حميدة متأثرًا بالأعراف والتقاليد القبلية السائدة في زمانه ومنها صفة الكرم وفاقت شهرته بهذه الصفة حتى أصبح يُضرب به المثل فيُقال للكريم أجود لشدة كرمه وعطائه للضيف.
لا يُعرف تحديدًا كيف انتهى حُكم أجود وسنة انتهاءها ولكن رجَّح أحد الباحثين بأن أجود تنازل عن الحُكم لابنه محمد قرابة سنة 902هـ/1497م في حين يُرجِّح بعض الباحثين أن أجود استكمل في الحُكم حتى مماته، واختُلف أيضًا في سنة وفاته ولا يُعرف مكان وفاته.

## نسبه ونشأته

### نسبه
هو:

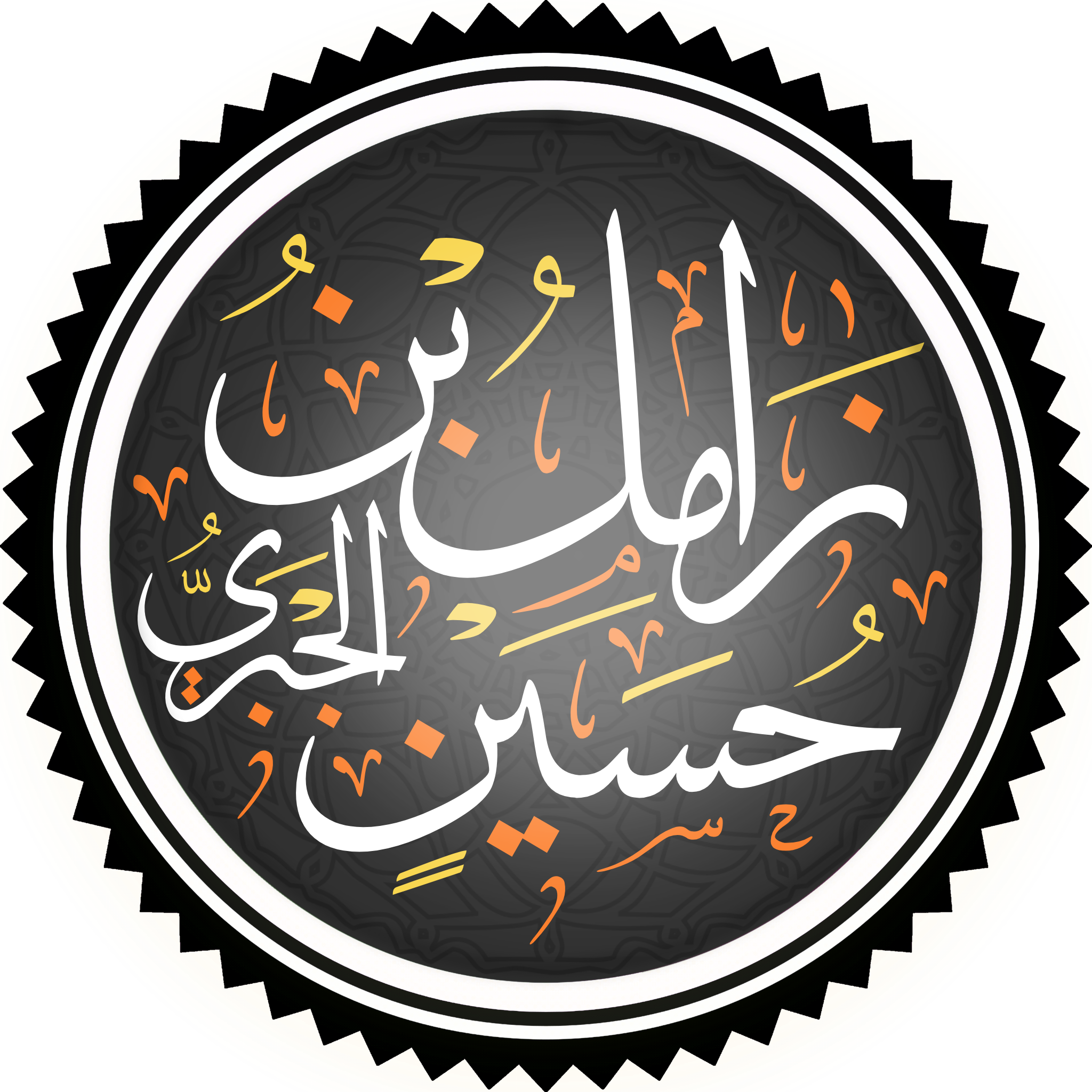
تخطيط اسم الشيخ زامل بن حسين الجبري، والد السلطان أجود.

وقيل أن اسمه محرز، ولا خلاف على أنه ابن زامل بن حسين فقد أجمع النسابة على انتسابه له وأحيانًا يُنتسب إلى أحد أجداده المُسمى "جبر" فيُعرف بابن جبر، وقد عُرف سلاطين الجبور عامةً بهذا الانتساب فيُقال لهم "الجبري" أو "بنو جبر" نسبةً للجد الأعلى، وذكرت عددٌ من الأبيات النبطية للشاعر ابن زيد والشاعر سليمان بن سليمان النبهاني أن أجود بن زامل يُكنَّى بأبي سند، في حين ذكر السمهودي أن أجود بن زامل يُكنَّى بأبي الجود، ولكن يُرجِّح الباحث خالد بن عزام الخالدي أن أجود بن زامل كُنِيَ بأبي الجود لكرمه وكثرة نفقته على أهل الحرمين وليس نسبةً لأحد الأبناء.
جرى خلافٌ حول نسب أجود بن زامل وسلاطين الجبور عامةً بسبب مصاهرتهم مع قبيلة بني خالد مما جعل الطرفين ينسب أجود بن زامل له، ونسبه كلٌّ من السخاوي والملطي لبني عقيل وزاد على ذلك كلٌّ من ابن بسام وأحمد بن ماجد بنسبه إلى بني عامر، واختُلف في عامر فرجَّح الباحث عبد اللطيف الحميدان أنهم من بني عقيل بن كعب بن ربيعة بن عامر بن صعصعة، ووافقه على ذلك ابن عقيل ولكن رجَّح كلٌّ من حمد الجاسر وعبد الله الشباط أنه من بني عقيل من العُمُور من عبد القيس، في حين نفى بعضٌ من الباحثين الخالديين نسبته لبني عامر ونسبوه إلى قبيلة بني خالد وهو قول عبد الله الزبن وسعود الزيتون وخالد بن عزام وأحمد الناصري، وتفرَّد الباحث صالح المسلط الجبوري إلى القول بقحطانية الجبور ككل؛ وعلى الرُّغم من أن أغلب المصادر تميل لانتساب الجبور لبني عقيل بن عامر بن صعصعة إلا أنه لا زال بين الباحثين جدل واسع في نسب الجبور.

### نشأته

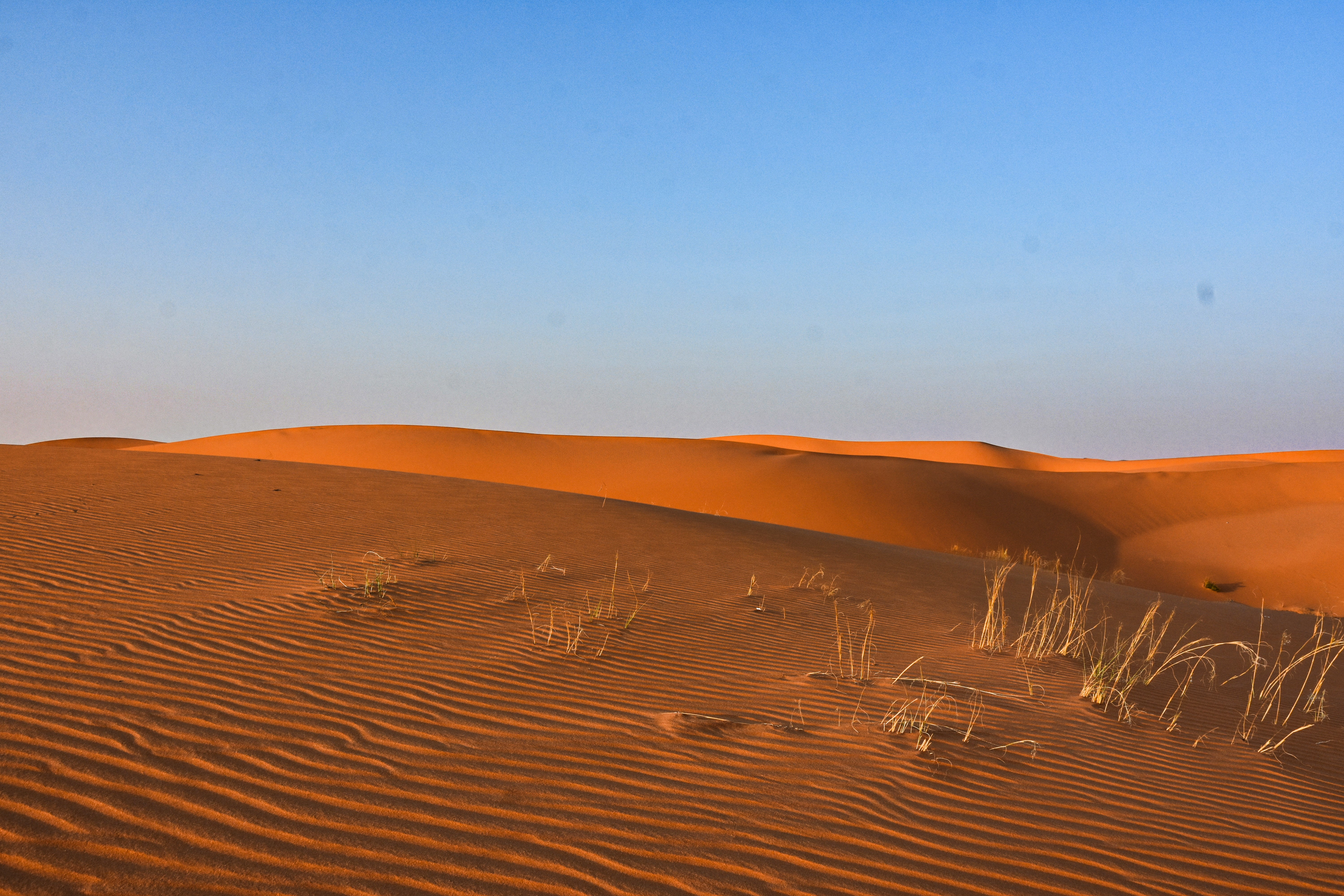
رمال الدهناء بتصوير المستشار ريتشارد مورتيل في 14 نوفمبر (تشرين الثاني) 2020م، وُلد أجود ببادية الأحساء والقطيف وكلتهما مجاورة لبادية الدهناء.

وُلد أجود بن زامل ببادية الأحساء والقطيف في شهر رمضان من سنة 821هـ/أكتوبر (تشرين الأول) 1418م في عهد أبيه زامل، ونشأ أجود في بيت حُكْم فقد كان أبوه زامل أوَّل سلاطين الدولة الجبرية وشيخ قبيلته بني عقيل ويُرجِّح الباحث خالد بن عزام الخالدي أن زامل حكم مدة طويلة قُرابة 50 سنة واستشهد بالأبيات النبطية ونص نجم الدين الغزي التي تصف زامل بن حسين بالمُلْك، وهذا أخوه سيف ثاني سلاطين الجبور وقد لعب دورًا بارزًا في حياة والده زامل، وفيها استطاع الاستيلاء على الأحساء والقطيف من أيدي الجروانيين ليُثبِّت بذلك أركان الدولة الجبرية وجعله مُؤهَّلًا للحكم بعد والده وعُرف حُكمه بالعدل، وإضافةً لكونه نشأ في أسرة حاكمة فقد كانت أسرته محافظة على القيم الدينية لذلك نشأ أجود على خير وصلاح وديانة فتوجه إلى دراسة الفقه وتبحَّر بمذهب الإمام مالك حتى أصبح مُلمَّا به، وعُرف عنه تحصيل ودراسة كتب المالكية، وتربى على التقاليد القبلية آنذاك مثل الشجاعة والمروءة والكرم والفروسية وركوب الخيل وقد كانت من الأولويات التي يربون عليها العرب أبناءهم.

## حكمه

### تولي الحكم (874هـ)

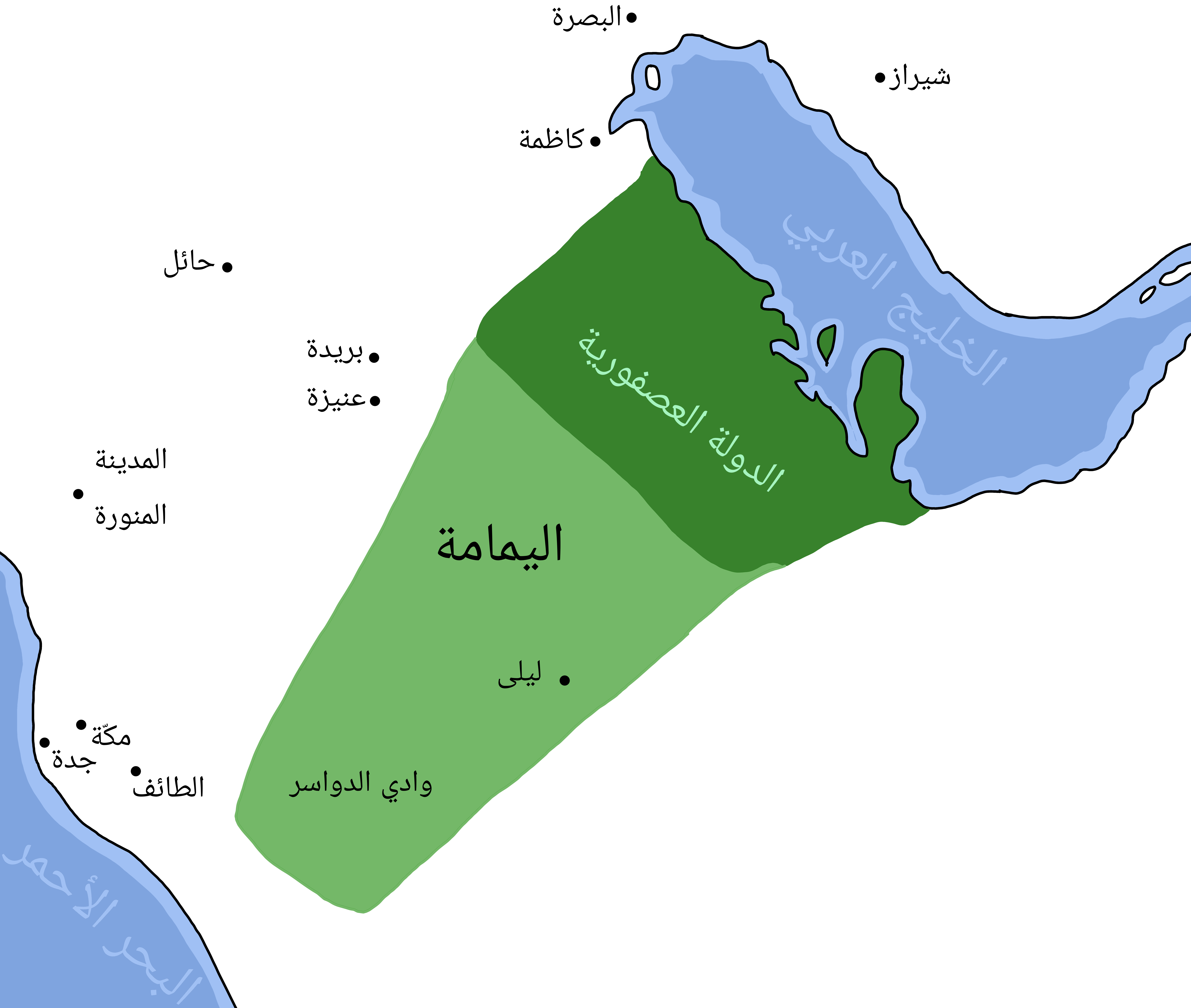
المناطق التي وقعت تحت نفوذ الدولة العصفورية، حاول العُصفُوريُّون استرداد دولتهم في عهد سيف بن زامل الجبري.

حَظِيَ العصفوريون بمكانة رفيعة ومرموقة في الدولة الجروانية وذلك يرجع لنفوذ العصفوريين الاقتصادي في منطقة البحرين الذي تمثَّل في حراسة وقيادة قوافل البحرين إلى المناطق الأخرى مثل الحجاز ومصر، لذلك دخل الجروانيون مع بعض العصفوريين في حلف سُمِّيَ بحلف الأحساء وفيه شارك العصفوريون في المناصب السياسية والأنشطة الاقتصادية والحملات العسكرية في الدولة الجروانية إلا أن الزعامة كانت في يد الجروانيين، وكان بين الجبور والعصفوريين علاقة نسب لأن كلا الطرفين ينتسبان لبني عقيل بن عامر بن صعصعة، ولكن مع صلة النسب بينهما إلا أنه بعد سقوط الدولة الجروانية لم يحظى العصفوريون بالمكانة المرموقة عند الجبور رغم انتسابهما لبني عقيل، نتيجة لذلك لقي الجبور معارضة شديدة من العصفوريين في فترة تأسيسهم مطالبين بمُلْكهم السابق ويبدو أن المعارضة اشتدت في عهد سيف بن زامل الجبري حتى وصلت إلى الاقتتال بين الطرفين، ونجح العصفوريون في قتل سيف بن زامل سنة 874هـ/1470م.
بعد مقتل سيف بن زامل ظهر أخوه أجود بن زامل في المسرح السياسي واتَّصف أجود بصفات أهَّلته للحكم فقد امتلك مؤهلات سياسية وعسكرية وشارك مع والده زامل وأخيه سيف في بناء الدولة الجبرية، وأكسبته هذه المواهب الاحترام والهيبة عند الجبور لذلك أسندوه قيادة وحكم الدولة الجبرية، وعلى ما يبدو أن العصفوريين ظنُّوا بإن لن يكون للجبور قوة تصدُّهم عن استرداد ملكهم بعد مقتل سيف بن زامل، فكانت مطامع العصفوريين أوَّل تحدي يواجهه أجود بن زامل خلال حُكمه، واستطاع أجود طرد العصفوريين من الأحساء ومصادرة أملاكهم وبساتينهم فيها فنزح العصفوريون إلى بادية العراق؛ وبذلك زال أجود بن زامل خطر العصفوريين في الإطاحة بحكمه.

### صراعه مع الهرمزيين (880 – 890هـ)

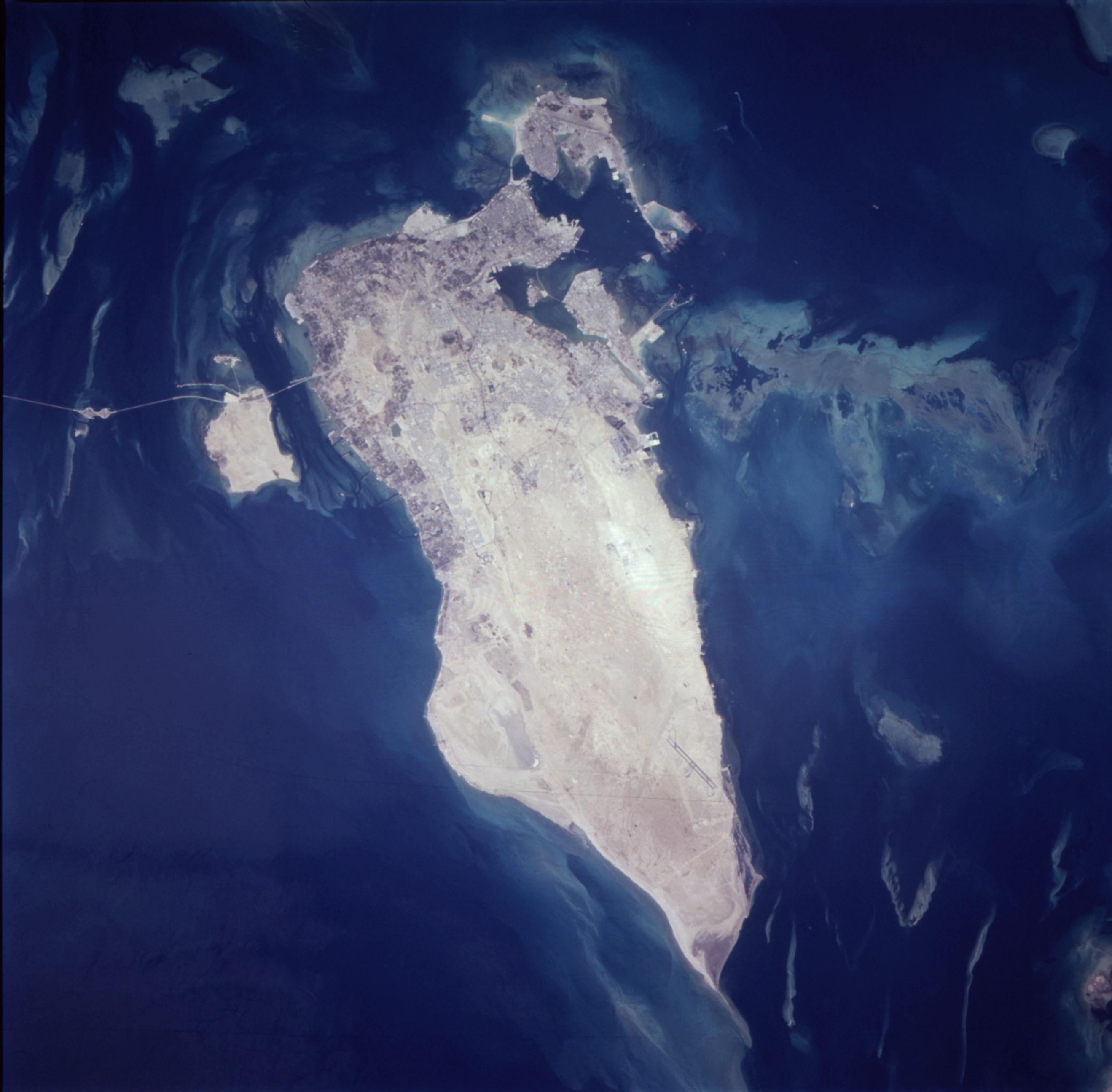
صورة فضائية لجزيرة البحرين (أوال) في 25 يونيو/حزيران 1996م، كانت محور صراع أجود مع الهرمزيين.

في ظل توسع الجبور في عهد زامل بن حسين وابنه سيف وبسط نفوذهم في إقليم البحرين على حساب نفوذ الجروانيين، كان الجروانيون يدينون بتبعيتهم لمملكة هرمز المستحوذة على أغلب جزر الخليج العربي فكان الهجوم على الجروانيين بمثابة الهجوم على الهرمزيين، وكانت آخر عمليات الجبور على الجروانيين في القطيف سنة 843هـ/1439م واستطاع الجبور السيطرة عليها وغاب الهرمزيون عن القتال نتيجة صراع داخلي فيما بينهم مما سنح للجبور بانتهاز الفرصة، وَرَث أجود بن زامل من أبيه وأخيه العلاقة العدائية بينهم وبين الهرمزيين فاجتهد في توسيع نفوذ الجبور على حساب ممتلكات الهرمزيين في الخليج العربي، فسار على نهج والده وأخيه في استغلال الصراعات الداخلية بين الهرمزيين لينقضوا على مناطق نفوذهم في إقليم البحرين.
وفي عهد أجود، دار صراع داخلي بين الهرمزيين بعد وفاة ملكهم فخر الدين شاه فتنازع أولاده على الحكم سنة 877هـ/1473م، وبسبب الصراع دبَّ الضعف في المملكة، اغتنم أجود فرصة صراع الهرمزيين بتوسيع نفوذه على حساب مملكتهم، وجاءت هذه الفرصة عندما طلب سلغور الهرمزي مساعدة أجود في استعادة مُلْكه من أخيه الأصغر شاه ويس، وافق أجود على مساعدة سلغور وبذلك استطاع التدخل في شؤون مملكة هرمز وإملاء شروطه عليها وأهم تلك الشروط الاعتراف بسيادة الجبور على أوال والقطيف، لم يكن أمام سلغور سوى الموافقة على شروط أجود فحشد قواته في جُلَّفار وانضمت له قوات أجود بن زامل بقيادة ابنه زامل سنة 880هـ/1475م، وصل شاه ويس وجيشه إلى جُلَّفار عبر البحر وعندما التقى الطرفان، تخلى جيش شاه ويس عن ملكهم تاركين وحده في أرض المعركة ورجعوا لهرمز مع وزراء الدولة، ونتيجة لذلك أسرت قوات الجبور شاه ويس وحجزوه مُدَّة مُعيَّنة حتى يضمنوا تطبيق سلغور لشروطهم، وأبحرت قوات الجبور وسلغور بالسفن الشراعية لجزيرة هرمز وتمكنوا من احتلالها وتنصيب سلغور ملكًا على هرمز وقبضوا على الوزير خواجة عطار.
شكَّل ضمُّ أوال لنفوذ الجبور نصرًا اقتصاديًا لجانب أجود وقد ندم سلغور على تنازله عنها وعن القطيف لما لهما من مكاسب تسدُّ خزينة المملكة التي بدأت بالانخفاض، لذلك خطَّط سلغور في استعادتهما فأخذ يترقَّب الفرصة وبدأ أولًا بالسِّلم وطلب من أجود دفع مبالغ سنوية من واردات أوال باسم حقوق التبعية، ولكن أجود رفض مستمسكًا بالاتفاقية المبرمة بينهما، ثم لجأ سلغور أخيرًا للقوة فبدأ بشنِّ الحملات البحرية واحدةً تلو الأخرى وتصدَّى لها أجود بن زامل فباءت جميعها بالفشل غير أن هُناك حملة بقيادة ابن سلغور وهو تورنشاه في سنة 890هـ/1485م استطاع فيها الاستيلاء على أوال، ولكن سُرعان ما عادت لنفوذ الجبور ففشلت هي الأخرى، ويبدو أن كلٌّ من أجود وسلغور رأى أنه لا جدوى من الاستمرار في النزاع وخصوصًا أن كلتا الدولتين تمران بمرحلة الاضطرابات فلجأ الطرفان إلى عقد اتفاقية أخرى سنة 890هـ/1485م ومن أهم بنودها الاعتراف بجزيرة أوال تحت نفوذ الجبور ودفع الجبور للهرمزيين مبالغ سنوية من واردات أوال.

### التوسع في عُمان (893هـ)

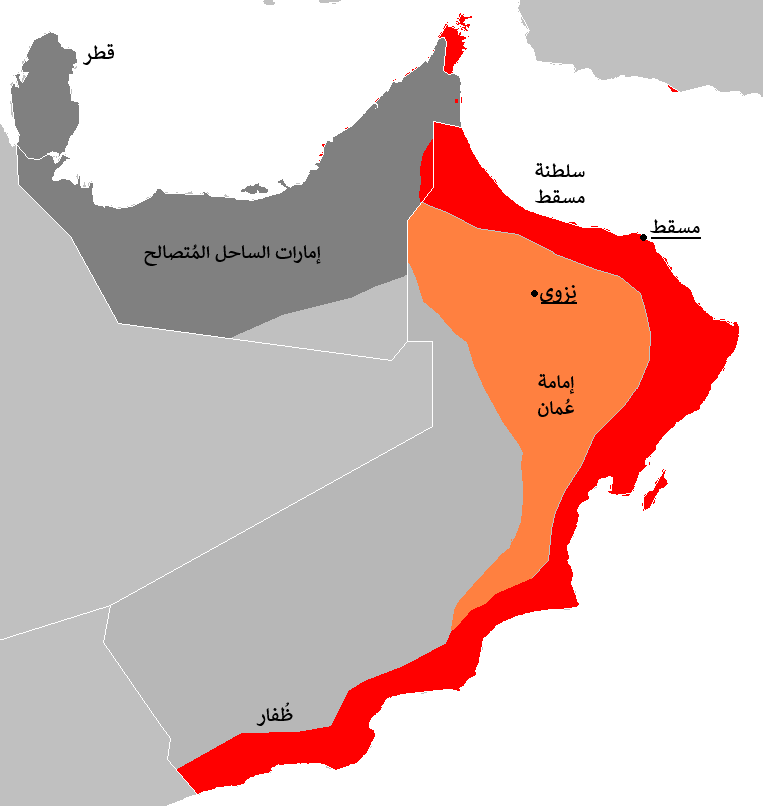
خريطة تُظهر نفوذ سلطنة مسقط وإمامة عُمان، مدَّ أجود بن زامل نفوذ دولته في عُمان على حساب الأئمة النبهانية.

عادةً ما تُشار منطقة عُمان لمنطقتي صُحار والبُرَيْمي أو ما تُعرف اليوم بسلطنة عُمان والإمارات العربية المتحدة وفي زمن الجبور تُقسَّم هذه المنطقة إلى عُمان الساحل وعُمان الداخل، وكان عُمان الساحل خاضعًا لنفوذ الهرمزيين الذين كانوا يتمركزون بميناء قلهات حيث مقرهم في عُمان الساحل وكانت تخضع لهم موانئ أخرى مثل مسقط وصحار وخورفكان وقريات وصور وكانت جميعها تدفع الضرائب لملوك هرمز، أمَّا عُمان الداخل فكان موقع صراع بين الأئمة الإباضية وشيوخ بني نبهان وبنو نبهان كانوا حكامًا لعُمان لأكثر من 500 سنة، بينما الإباضية كانوا يُعيِّنون إمامًا لهم بالبيعة وكِلَا الطرفين يتَّسع نفوذه على حساب الآخر، وفي زمن أجود بن زامل آلت موازين القوة إلى الأئمة الإباضية وكان إمامهم عمر بن الخطاب بن محمد الخروصي مستوليًا على حُكم عُمان الداخل منذ سنة 885هـ/1480م، ولكن لم يستمر طويلًا حتى انقلب عليه شيخ بني نبهان سليمان بن سليمان النبهاني وأطاح به واتُّصِف حُكم سليمان بالتعسف والفساد فساء الناس من حُكمه ولجأ الإباضية وإمامهم عمر بن الخطاب الخروصي لأجود بن زامل.
اغتنم أجود هذه الفرصة للتدخل في شؤون عُمان ووافق على المساعدة بشرط الحصول على نسبة من محاصيل عُمان الزراعية فوافق عمر بن الخطاب الخروصي على الشروط، ويتَّضح أن أجود بن زامل أراد بهذه المساعدة أن يصل إلى أهدافه الاقتصادية بتزويد خزينة الدولة من أرباح موانئ عُمان التي كانت تُباع للهند، ويُرجِّح علي بن غانم الهاجري أن من أهداف أجود في الجانب السياسي أنه أراد الضغط على مملكة هرمز في أرض عُمان ليضعفها، وإن تكن الأسباب فإنَّ أجود بن زامل أرسل جيشًا كثيفًا إلى عُمان بقيادة ابنه سيف في سنة 893هـ/1487م لمساعدة الخروصي، استطاع سيف الانتصار في بَهْلا وطرد سليمان النبهاني منها ولجأ الأخير إلى ملوك هرمز ودخلها سيف في يوم الأربعاء من شهر ربيع الأول سنة 893هـ/1487م ونصَّب عمر بن الخطاب الخروصي أميرًا على عُمان الداخل، ويُرجِّح الخالدي أن منطقة ظفار دخلت في نفوذ الجبور في عهد أجود بن زامل من قبل أخيه هلال بن زامل، واستشهد بأبيات لابن زيد يذكر فيها نفوذ هلال بن زامل قائلًا:
ويدعم قوله أن المصادر البرتغالية ذكرت أن للجبور نفوذ في ظفار.

### معاركه في نجد (887 – 900هـ)

خريطة مُحافظات منطقة الرياض، تُظهر الخريطة بعض المواقع التي سار إليها أجود بن زامل.

ذكر ابن بسام في كتابه: "تحفة المشتاق في أخبار نجد والحجاز والعراق" عددٌ من الغزوات التي غزاها أجود بن زامل على منطقة نجد، وكانت أوَّلها في سنة 887هـ/1482م وفيها غزا قبيلة الفضول في تبراك لأنهم أكثروا الغارات على بوادي الأحساء وغنم منهم غنائم كثيرة، ثم تلتها غزوة على الدواسر في الخرج سنة 890هـ/1485م وهزمهم فأقام بالخرج مدى أيام ثم عاد للأحساء، ثم تلتها غزوة على الدواسر وسبيع في الحرملية سنة 893هـ/1487م لأنهم أكثروا من الغارات على بادية الأحساء وفيها قُتل عدَّة رجال من الطرفين، ثم تلتها آخر غزوة على وادي زعب والعوازم وهتيم في ثاج وغنم منهم كثيرًا وقُتل عدَّة رجال من الطرفين وصبَّح على الدواسر في الرويضة وهزمهم وقُتل منهم عدة رجال ووقعت كلا الوقعتين في سنة 900هـ/1494م، وذكر ابن بسام غزوتين بعد سنة 900هـ/1494م ونسبهما لأجود بن زامل ولكن يُرجِّح المحقق إبراهيم الخالدي أن الغزوتين تُنسب لأحد أبناء أجود نظرًا للسنِّ الذي وصله والذي لا يسمح له بقيادة الغزوات.
وذكرت الأشعار النبطية حملة خاضها أجود على حلف قبلي ضم قبائل طيء والقديمات من بني عامر ولكن لم تذكر تاريخ الحملة وأشار لها ابن زيد في شعره قائلًا:
ويُرجِّح خالد بن عزام الخالدي سبب اهتمام أجود والجبور عامةً في بسط نفوذهم على نجد لأهميتها العسكرية والاقتصادية، فمن الناحية العسكرية تُوفِّر المنطقة عددًا من المقاتلين المُتَّصفين بالحيوية والنشاط وتأقلمهم مع المناخ الصحراوي ذلك ما يُتيح لأجود النصر في المعارك البرية، ومن الناحية الاقتصادية فقد كانت نجد معبرًا تجاريًا للقوافل بين مناطق شبه الجزيرة العربية وقوافل الحُجَّاج لذلك حرص أجود على تأمين هذه القوافل بإرساله لهم مقاتلين أو إشرافها بنفسه. ظلت نجد في عهد أجود غير مستقرة ويغلب عليها طابع البداوة فبقيت بعيدةً عن التحضر نتيجة التمردات المستمرة من أهلها، وكانت هذه التمرُّدات تستغل انشغال أجود في صراعه مع مملكة هرمز وتوسعه في منطقة عُمان، ومع هذه الظروف استمر أجود في توسيع نفوذه على نجد ووصل نفوذه للمناطق الشرقية من نجد والمناطق الجنوبية من العراق.

## سياساته الداخلية

### التنظيم الإداري

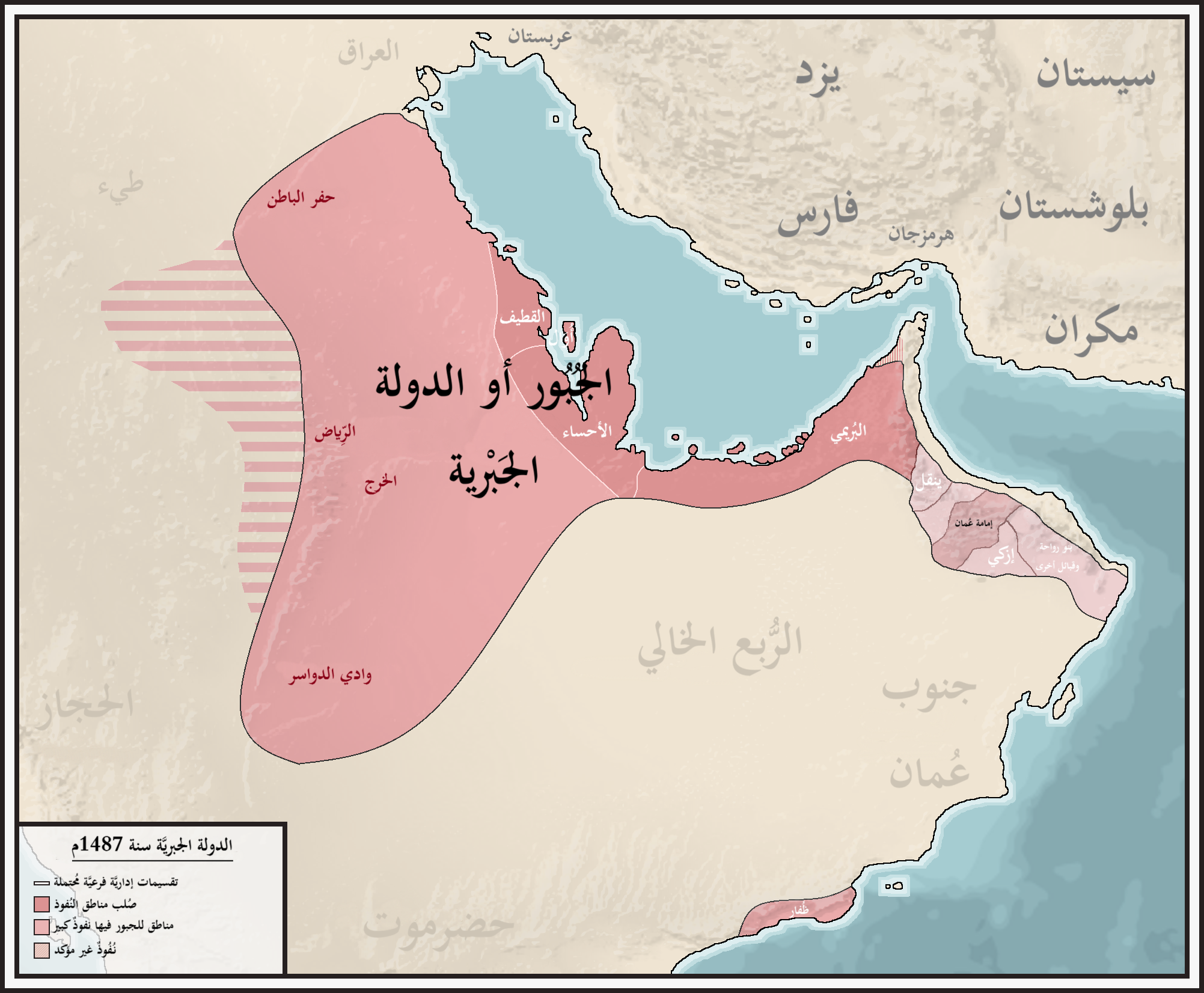
خريطة تُظهر نفوذ الجبور سنة 1487م وتقسيماتهم الإدارية.

مارس السلطان أجود العديد من المهام في الدولة الجبرية فأشرف على إدارتها من جميع نواحيها، فكان المسؤول عن توظيف وعزل موظفي بيت حُكْم الدولة وكان المُشرِف على خزينة الدولة ومشرفًا على القضاء وتعيين القُضاة وفرض الأحكام والعقوبات ومشرفًا على الجيش وأحيانًا كان يقود الجيش بنفسه للمعارك أو يسندها لأحد أبناءه كما فعل مع ابنيه زامل وسيف.
مع توسع الدولة الجبرية في عهد أجود بن زامل إلى مناطق خارج إقليم البحرين، رأى أجود من الأفضل تقسيم الدولة لأقاليم أصغر حتى يسهُل إدارتها وضبط أمورها، وقسَّم دولته على أربعة مناطق وهم: الأحساء ونجد، عُمان، أوال والقطيف، قطر، وحرص أجود على تولية أبناءه لإدارة هذه الأقاليم فولَّى ابنه محمد على الأحساء ونجد وهي مركز حُكم الدولة وعلى ما يبدو أنها كانت خطوة من أجود لجعل محمد رأس الدولة من بعده، وولَّى ابنه سيف على عُمان لمساهمته في ضم المنطقة لنفوذ الدولة الجبرية وكان مقر الوالي في واحة البريمي، ويُرجِّح خالد بن عزام الخالدي أن أجود ولَّى ابنه علي على أوال والقطيف، في حين يُرجِّح علي بن غانم الهاجري أنها كانت تحت ولاية محمد بن أجود، وأخيرًا ولَّى أجود ابنه زامل على منطقة قطر التي تمثل دولة قطر الحالية مع الامتداد الساحلي من العُقَيْر شمالًا إلى سلوى جنوبًا.
وفي القضاء، اهتم السلطان أجود بتولية القضاة الذين يتَّصفون بالصلاح والورع والأمانة والصدق والنزاهة ومن ذوي العلم والمستوفين لشروطه الخاصة، وقال السخاوي: «له إلمام ببعض فروع المالكية واعتناء بتحصيل كتبهم بل استقر في قضائه ببعض أهل السنة منهم بعد أن كانوا شيعة»، ويتَّضح من نص السخاوي أن القُضاة قبل عهد أجود كانوا من الطائفة الشيعية ثم استبدلهم أجود بقُضاة من الطائفة السنية ويُرجِّح خالد بن عزام الخالدي أن القُضاة الشيعة الذين ذكرهم السخاوي كانوا يعملون في الدولة الجروانية، وكان أجود أثناء عودته من رحلات الحج يجلب عددًا من الفقهاء الحُجَّاج المالكية إلى بلاده لنشر العلم وترجم السخاوي ثلاثة من الفقهاء وهم: خليفة بن عبد الرحمٰن المَتنَّاني وعبد الله بن فارس البرنوسي التازي وحسن بن عمر بن الزين عبد العزيز، ولم يقتصر القضاء على المالكية فقط فقد ذكر ابن بشر في كتابه "عنوان المجد في تاريخ نجد" عددًا من الفقهاء الحنابلة الذين كانوا في زمن أجود بن زامل وهم: «القاضي علي بن زيد قاضي أجود بن زامل صاحب الأحساء، والقاضي عبد القادر بن بريد المشرفي، والقاضي منصور بن مصبح الباهلي وعبد الرحمن بن مصبح الباهلي، والقاضي أحمد بن فيروز ابن بسام، وسلطان بن ريس بن مغامس. وكل هؤلاء في زمن أجود بن زامل العامري العقيلي ملك الأحساء ونواحيه». ويرجع دور القضاة إلى النظر في القضايا الاجتماعية السائدة آنذاك منها الزواج والطلاق والميراث والزنا والنظر في الوصايا والتوكيلات والخصومات المدنية.
يتألف الجيش الجبري من العنصر العربي المتأقلم مع بيئة المنطقة الصحراوية ويعتبر السُّلطان الجبري القائد الأعلى للجيش وكثيرًا ما يقود الجيش في المعارك لهذا يتَّصف سلاطين الجبور عامةً بالشجاعة والإقدام على الحرب وينقسم العنصر العربي إلى فئتي البدو والحضر، وقد بلغت قوة الجيش الجبري سطوتها في عهد أجود بن زامل، ويصف عبد الباسط الملطي جنود أجود بن زامل قائلًا: «وجنوده وأتباعه آلاف مؤلفة، لهم الشجاعة وحسن الرأي»، ويضيف السخاوي قائلًا: «ذا أتباع يزيدون على الوصف مع فروسية»، ويتَّضح من تلك النصوص أن جيش أجود تميَّز بالمهارات العسكرية مثل الفروسية وإبداء الرأي والمشورة في المعارك إضافةً إلى عددهم الكبير المُتزايد، وفي عهد أجود خاض الجيش الجبري أول حملة بحرية بقيادة ابنه زامل لاحتلال هرمز سنة 880هـ/1475م باستعمال السفن الشراعية المُخصَّصة لنقل القوات وإنزالها على الشواطئ.

### المظاهر الحضارية

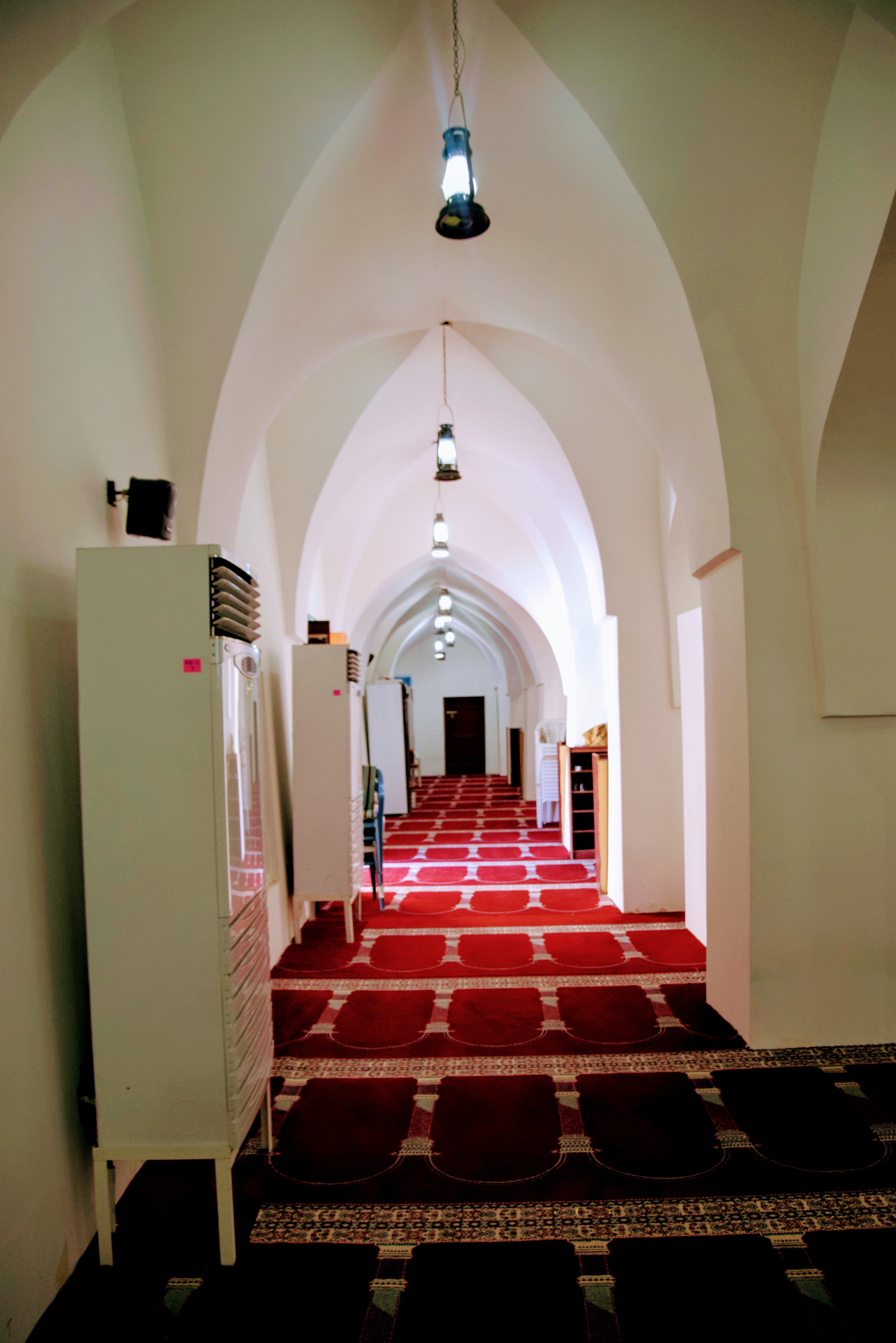
مسجد الجبري في 14 يناير (كانون الثاني) 2018م، أحد المعالم الدينية الذي بُنيَ خلال الحقبة الجبرية في عهد أجود بن زامل.

أثَّرت سياسة أجود في المظاهر الحضارية للدولة الجبرية من ناحية علمية واقتصادية وعمرانية، فمن الناحية العلمية ساهم أجود في نشر العلم الشرعي عبر استقطاب المُدرِّسين لبلاده، وقد مثَّلت العلوم الشرعية الحركة العلمية في منطقة البحرين بتدريسها للفقه الإسلامي من المذاهب الأربعة: الحنفية والمالكية والشافعية والحنبلية، ونتيجةً لذلك نشأت عددٌ من المراكز العلمية الدينية في المنطقة ومنها: الهُفُوف والمبرَّز والتَّيميَّة وجُبَيْلة والقارة والتويثير، وازدهر الشعر العربي في زمن أجود ويرجع لطبيعة المنطقة الفكرية التي عُرفت غناءها بالشعراء.
ومن الناحية الاقتصادية، نتيجة توسعات أجود للدولة الجبرية فقد ضمَّت الدولة الجبرية عددًا كثيرًا من الموانئ على الساحل الغربي من الخليج العربي، ومن أهمها: القطيف وأوال والعقير وسلوى وصحار وظفار، ولاستقرارها وأمنها تأثيرٌ في نشوء عددًا من المراكز الاقتصادية مثل القطيف التي اشتهرت بصناعتها للرماح ومثل الأحساء التي اشتهرت بتصديرها للتمر والعباءة، ومثل أوال التي اشتهرت بتصديرها لحجر اللؤلؤ والتي كانت تستقبل قُرابة ألف مركب، ومثل عُمان التي اشتهرت بصناعة السفن، ويصف الحميري إقليم البحرين وهو معاصر لأجود في كتابه "الروض المعطار في خبر الأقطار" قائلًا: «بلاد سهلة كثيرة الأنهار والعيون عذبة الماء ينبطون الماء على القامة والقامتين، والحناء والقطن على شطوط أنهارها بمنزلة السوسن، وهي كثيرة النخل والفواكه».
وفي العمران، شهدت منطقة البحرين في زمن أجود نهضةً عمرانيةً فقد وصفها ابن ماجد بأنها كانت من أكثر البلدان في البنيان وفيها ثلاث مائة وستون قرية، ورغم ذلك فأنه لم يبقى من آثارها حاليًا إلا القليل ولعلَّى يرجع ذلك إلى المواد المُستعملة في البناء ومن ضمنها الطين الذي لا يصمد أمام التعرية المناخية، فلم يبقى من آثار أجود سوى المساجد والقصور التي كانت تُبنى بالطين والحجارة والكلس وجذع النخيل، ومن المساجد، مسجد الجبري الذي بناه الشيخ سيف بن حسين بن أحمد الجبري سنة 880هـ/1475م في عهد أجود بن زامل ويقع المسجد بمدينة الهفوف في الجهة الشمالية من حي الكوت، ومن القصور، قصر الهفوف الذي لا يُعرف في أي سنة بُنِي ولكن على الأرجح أنه بُنِيَ في عصر الدولة الجبرية، ويُرجِّح خالد بن عزام الخالدي أنه بُنِيَ في عهد أجود بن زامل، ويقع القصر بالهفوف في الجزء الشمالي من حي الكوت وكان يُشكِّل جزءًا من سور المدينة الشمالي، وذكر محمد آل عبد القادر في تحفة المستفيد أن لأجود بن زامل قصر يُنسب له في قرية المنيزلة فقد قال: «ومن آثاره رسوم قصر بالقرب من قرية المنيزلة، يسمى قصر أجود بن زامل»، ويُرجِّح خالد بن عزام الخالدي أن الغرض من القصر كان للتنزه والراحة والاستجمام.

## سياساته الخارجية

### مع مملكة هرمز

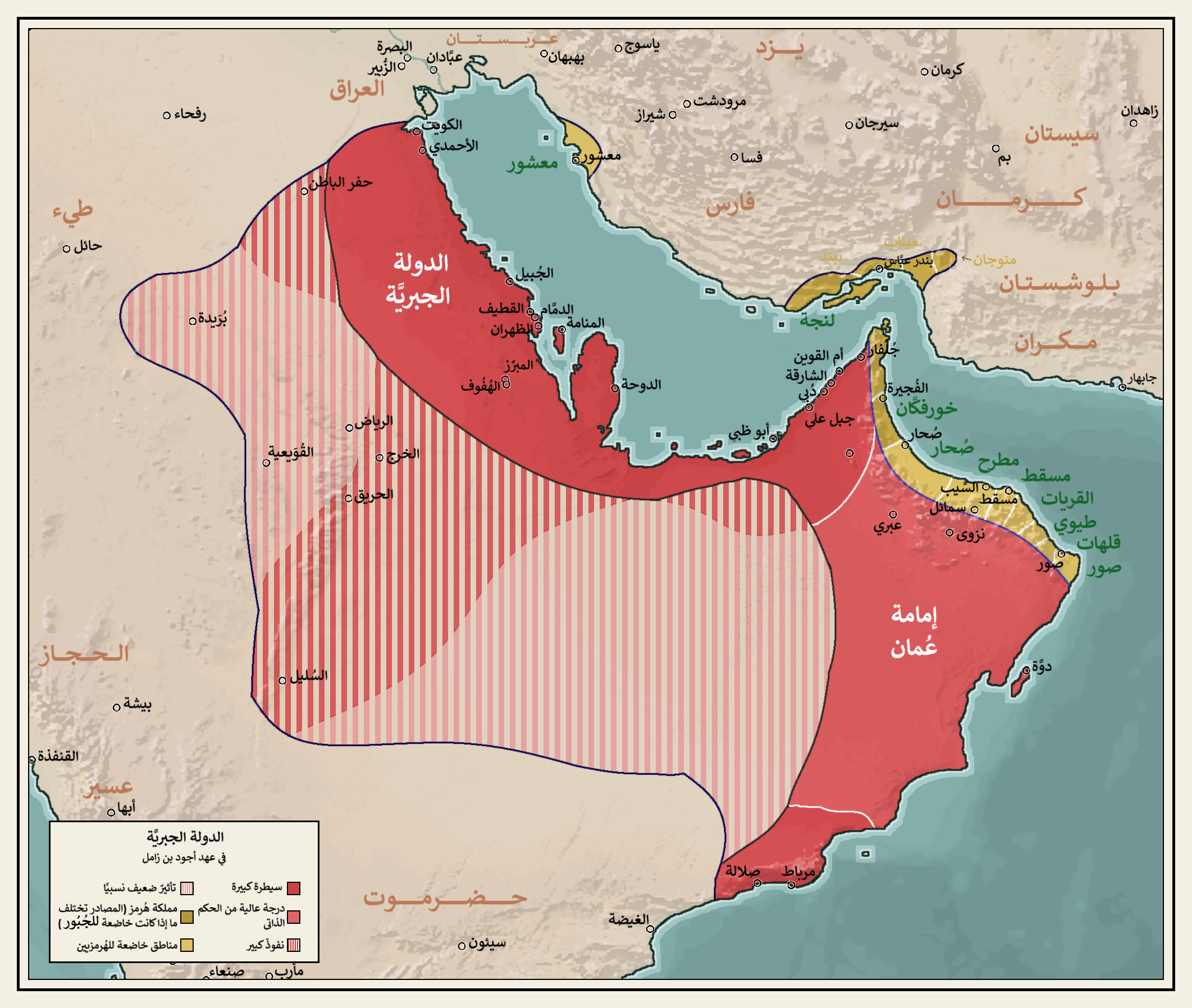
نفوذ الدولة الجبرية في عهد أجود بن زامل إلى جانبها نفوذ مملكة هُرمُز.

كانت علاقة حكام الدولة الجبرية وبين مملكة هرمز متوترة عمومًا حتى وصلت إلى خوض الحروب بين الطرفين، وأثَّرت هذه العلاقة على مجمل الأوضاع السياسية والاقتصادية بمنطقة الخليج العربي وأدى تدهور هذه العلاقات بين الطرفين إلى الوصول إلى قمة مراحل التنافر، وقد تمتع كلٍّ من السلطان أجود وملوك هرمز بالمقدرة السياسية والعسكرية، لذلك شهدت فترة حُكم أجود صراعًا طويلًا مع مملكة هرمز حاول فيها كلٌّ من الطرفين القضاء على خصمه أو الحدّ من توسعه، وفي النهاية أظهر السلطان أجود تفوقه في السياسي والعسكري على مملكة هرمز، فقد استطاع انتزاع مطالبات الهرمزيين لأراضي إقليم البحرين بتوقيع من ملكهم سلغور في الاتفاقية المُبرمة بينهما والذي اعترف فيها بتبعية أراضي الإقليم لسلطان الجبور ونتيجة لذلك فاقت شهرة أجود شهرة ملوك هرمز فاستطاع أجود تخليص منطقة البحرين من التبعية السياسية والاقتصادية لهرمز، ويصف هذا الصراع ونتيجته المؤرخ السخاوي قائلًا: «اتسعت له مملكته بحيث ملك البحرين وعمان ثم قام حتى انتزع مملكة هرموز ابن أخ لصرغل كان استقر فيها بعد موت أبيه وضيق على الابن المشار إليه وصار صرغل يبذل له ما كان يبذله له أخوه أو أزيد».

### مع شرافة مكة

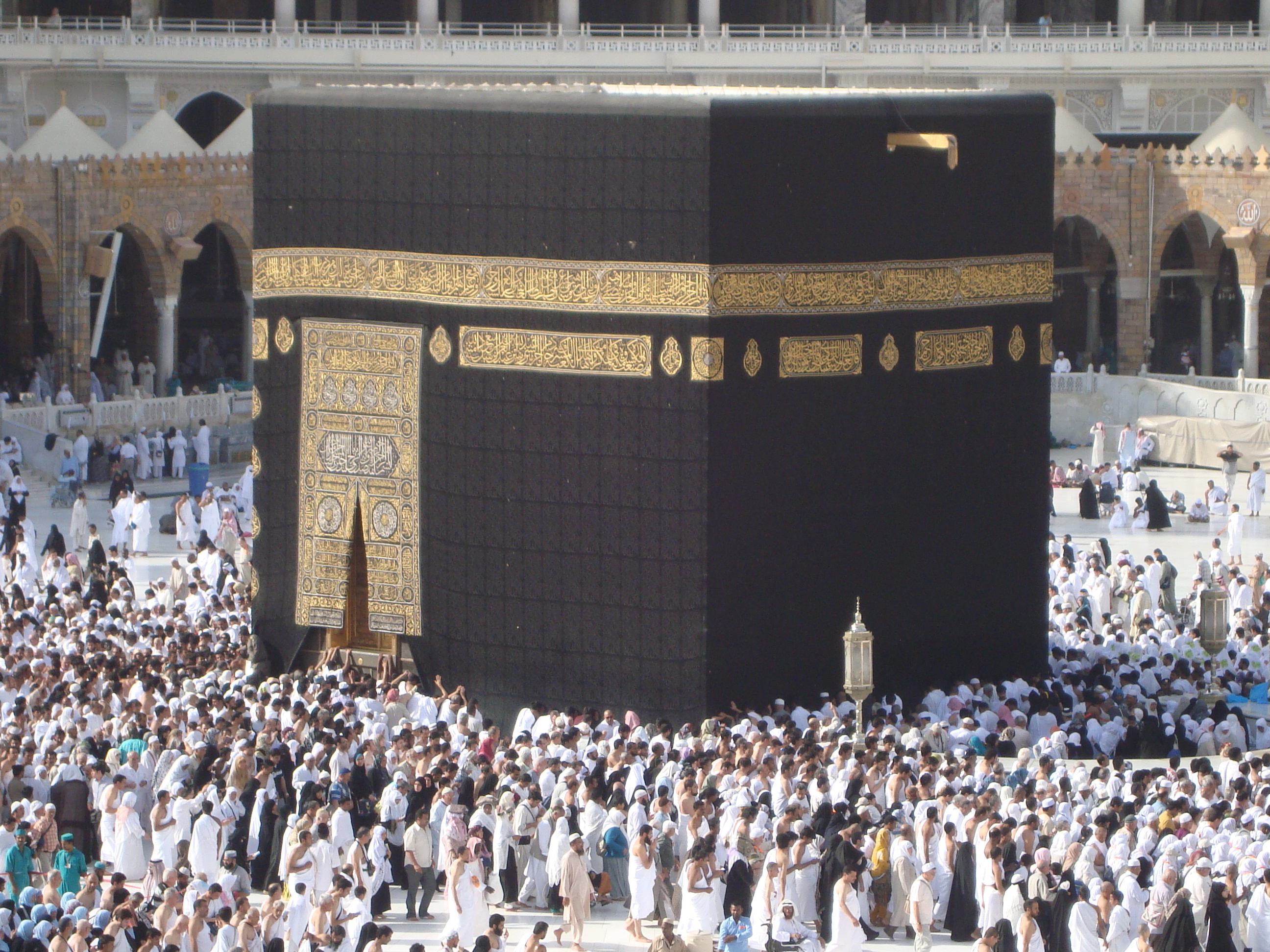
الكعبة، قبلة المسلمين بمكة في المسجد الحرام.

حرص أجود بن زامل على توطيد العلاقة مع أشراف مكة ولعلى ذلك نابعٌ عن احترامه لمكة المكرمة وحرمتها، فكان يتردَّد على مكة كثيرًا في مواسم الحج ويمكث فيها كثيرًا للتقرُّب من العلماء ومجالستهم وكان يُقريهم ويُحبِّب لهم القدوم معه إلى بلاده بهدف الاستفادة منهم، وأشار عبد الباسط الملطي إلى هذه العلاقة قائلا: «بينه وبين صاحب مكة المشرفة الآن مودةٌ وصداقة»، وقد أثَّرت هذه العلاقة لاحقًا على سلاطين الجبور من بعد أجود وقد وصلت إلى المصاهرة، فقد تزوَّج شريف مكة بركات بن محمد بابنة محمد بن أجود والذي يظهر أن محمد سار على نهج أبيه أجود في توطيد العلاقة مع أشراف مكة.

### مع الدولة المملوكية
لم تذكر المصادر شيئًا عن علاقة سلاطين الجبور بسلاطين الدولة المملوكية وعلى ما يبدو أن علاقتهم لم تكن بأفضل حال ويبدو أن سلاطين الجبور كانوا يستغلون التمرُّدات الموجهة للمماليك فيقومون بدعم المتمردين، ويتَّضح من ذلك نصٌّ ذكره ابن طولون الصالحي في كتابه مفاكهة الخلان في حوادث الزمان في حوادث سنة 885هـ/1480م أن فريقًا من قبيلة بني خالد ثاروا على السلطان قايتباي في قرية الضمير ولَقِيَ هؤلاء الثُّوار دعمًا من سلطان الجبور أجود بن زامل ولكن قمعت القوات المملوكية هذه الثورة.

### مع الدولة البهمنية

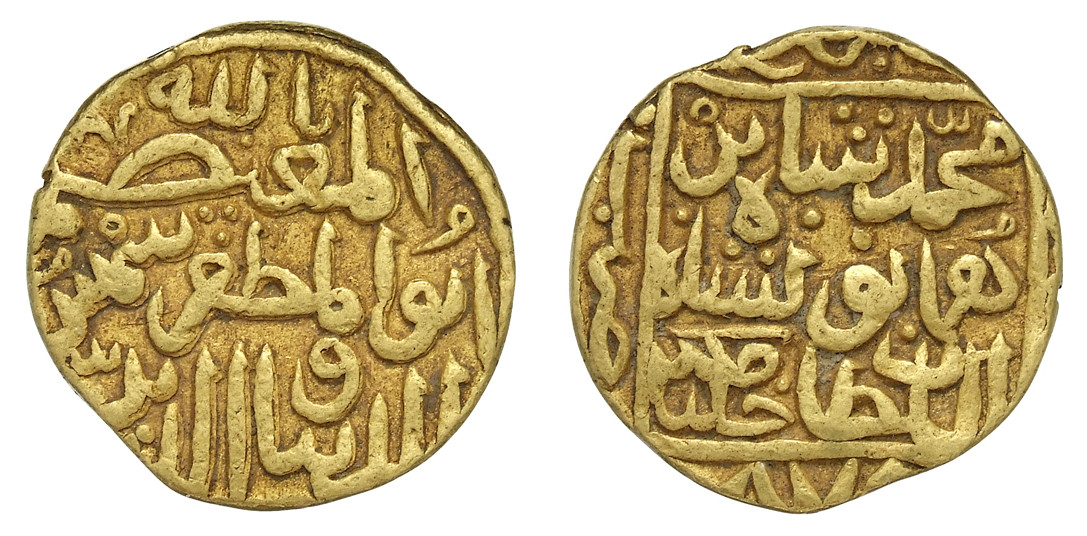
دينار بهمني يرجع لعهد السُّلطان محمد شاه الثالث البهمني.

تُعدُّ رسالة وزير الدولة البهمنية عماد الدين محمود القاواني إلى سلطان الجبور أجود بن زامل المصدر الوحيد للعلاقات السياسية بين الهند وسلاطين الجبور عمومًا والتي تضمنت طلبًا من الوزير لمد الصداقة والتعاون بين الدولة البهمنية والدولة الجبرية، ويُرجِّحُ عبد اللطيف الحميدان أن رسالة محمود القاواني تُعدُّ أول اتصال رسمي بين الدولتين، وكان سبب إرسال الرسالة هو تعرُّض سفن تُجَّار الجبور للقرصنة قُرب سواحل بلاد البهمنيين وشرحها محمود القاواني قائلًا: «ينهي بين يدي الأميري أن أنفاره الجائين إلى هذه الديار، ما كان معهم الكتاب والأخبار، لوقوع الواقعة عليهم في البحر العميق، وهو غلبة السارقة عليهم في أثناء الطريق»، ويبدو أن محمود القاواني خشي من أن تثير الحادثة غضب أجود بن زامل فسارع إلى كتابة الرسالة ليُطلعه على الحادثة ويطمئنه قائلًا: «ولما توجه حامل الصحيفة، إلى جانب الجناب الملكي، وكان المقصود تروية حديقة المحبة الأزلية، ما أطنب المقال واختصر بشرح الحال»، ويُرجِّح الحميدان أن علاقة الدولتين استمرَّت على الصداقة لكونها مرتبطةً بالتجار حيث لا يُذكر أن البهمنيون شاركوا في الصراع الجبري الهرمزي رُغم علاقتهم الجيدة مع ملوك هرمز.

## حياته الشخصية

### دينه

تخطيط اسم إمام دار الهجرة مالك بن أنس كما هو منقوش في المسجد النبوي.

أجمعت المصادر على صَلَاح أجود وحُسن تديُّنه واعتقاده وكان من المهتمين بالعلوم الشرعية وخصوصًا بالمذهب المالكي وحرص على إقامة الشعائر الدينية من صلاة الجُمَع والجمعة، فيصفه عبد الباسط الملطي قائلًا: «أقام شعائر الدين، والجمعة والجماعات»، وكان متمذهبًا على مذهب الإمام مالك بن أنس وله علم بفروع مذهبه واعتنى بكتب المذهب فقد وصف السخاوي أجود بالمالكي وقال عنه: «له إلمام ببعض فروع المالكية واعتناء بتحصيل كتبهم»، ووصفه صاحبه السمهودي بأنه كان على حسن الاعتقاد وقال: «حسن عقيدة أبو الجود أجود بن جبر».
وعُرف عن أجود كثرة أداءه لمناسك الحج وقد أشار بذلك الملطي، وحجَّ أجود بن زامل ثلاثة مرات، حجَّ لأول مرة في سنة 876هـ/1472م ومعه خلقٌ كثير وأشار بذلك النجم ابن فهد المكي قائلًا: «حج ابن جبر في خلق كثير جدا»، وحجَّ مرة أخرى في سنة 888هـ/1483م فذكر عبد القادر الجزيري أن عدد حجاج بني جبر كانوا نحو عشرين ألف راحلة قائلًا: «جماعة بني جبر فإنهم كانوا نحو عشرين ألف راحلة» ويُرجِّح خالد بن عزام الخالدي أن أجود بن زامل كان معهم، وحجَّ أجود أخيرًا في تاريخ 5 ذي الحجة 893هـ/1498م ومعه نحو خمسة عشر ألفًا وأشار بذلك العز ابن فهد المكي قائلًا: «وصل الأمير أجود بن زامل الشهير بابن جبر في جمع كثير جدا. يقال: إنه في نحو خمسة عشر الفا».

### صفاته

#### الخُلُقية
اتُّصِف أجود بصفات حميدة متأثرًا بالأعراف والتقاليد القبلية السائدة في زمانه مثل: الشجاعة والفروسية والكرم وإغاثة الملهوف وإيواء المستجير والمروءة، ولهذا قال عنه علي السمهودي: «فريد الوصف والنعت في جنسه صلاحا وإفضالا»، وكان سلاطين الجبور عامةً يتَّصفون بالشجاعة والإقدام في المعارك باعتراف أعداءهم وأصدقائهم على السواء، وقال السخاوي في أجود: «ذا أتباع يزيدون على الوصف مع فروسية»، واشتُهر السلطان أجود بكرمه ولهذا قال عنه عبد الباسط الملطي: «يُذكر بالكرم والإفضال، والعطاء والنوال»، وفافت شهرته بهذه الصفة حتى أصبح يُضرب به المثل فيُقال للكريم أجود لشدة كرمه وعطائه للضيف، وأيضًا وُصف بالورع والتقوى فقد كانت مجالسه تخلوا من الفسق والمجون وشرب الخمر والمعازف فقد قال عنه ابن زيد:
ويُرجِّح علي بن غانم الهاجري إن اتِّصاف أجود بن زامل بهذه الصفات الخُلُقية نتيجة النشأة التي نشأها أجود مُلتزمًا بالأخلاق الإسلامية.

#### الخَلْقية
لا يُعرف شيءٌ عن صفة أجود الخَلْقية ولكن أشار السخاوي أن في بدن أجود جراحات كثيرة بسبب فروسيته.

### أولاده

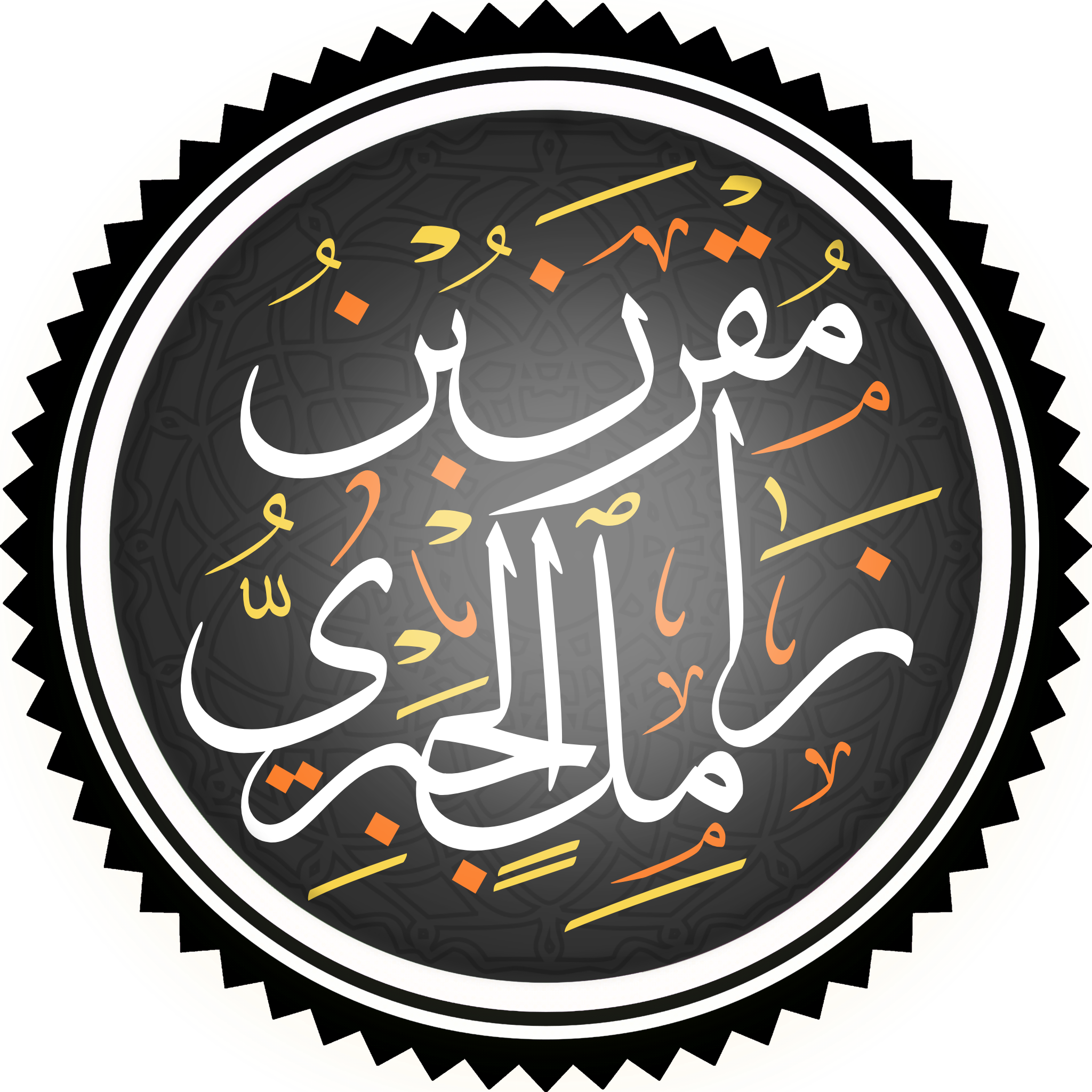
تخطيط اسم مقرن بن زامل الجبري بخط الثلث، يخلط البعض بين مقرن بن زامل (الحفيد) ومقرن بن أجود (الابن).

ذُكر أولاد أجود في مختلف المصادر وكانت لهم أدوار سياسية وعسكرية ساهمت في توسيع نفوذ الدولة الجبرية وإدارتها، ومن أبرزهم ابنه محمد الذي تولَّى حُكم الدولة من بعده وكان محمد على جانب كبير من القوة وكثرة الأتباع، وتزامنت فترة حكمه مع ظهور البرتغاليين في الخليج العربي، وأيضًا تولَّى ابنه علي حُكم الدولة الجبرية ولكنه لم يمضي طويلًا وحكمها مدة شهرين وقد مدحه الشاعر عامر السمين في أحد أبياته واصفًا له بالسلطنة وإغاثة الضعفاء، وذكر ابن لُعْبون في تاريخه أن لأجود بن زامل ثلاثة أبناء غير محمد وعلي وهم: زامل وسيف ومقرن، فأمَّا زامل وسيف لم يحكما الدولة الجبرية ولكنهما تولى إدارة مناطقها، وزامل قد تولى إدارة منطقة قطر، في حين تولَّى سيف إدارة منطقة عُمان واتَّخذ من واحة البريمي مقرًا له.
وأخيرًا ابنه مقرن فإنه لا يُذكر في المسرح السياسية وقد اختلط كثيرٌ من الباحثين بينه وبين مقرن بن زامل (حفيد أجود) فينسبون الحُكم له، واعتمد كثيرٌ منهم على تاريخ ابن لعبون الذي صرَّح بتولي مقرن (ابن أجود) حُكم الدولة الجبرية، وهو رأي محمد آل عبد القادر ومحمود شاكر، ورجَّح الباحث خالد بن عبد الله السعيد أن الذي حكم الدولة الجبرية هو مقرن بن زامل وليس مقرن بن أجود بعد جمعه للأقوال التي تنسب كلًّا منها للحُكم، ورجَّح الباحث علي بن غانم الهاجري أن لأجود ابنٌ سادسٌ اسمه سند واستشهد بقصائد الشاعرين ابن زيد وسليمان بن سليمان النبهاني اللذان يكنيان أجود بأبي سند ورجَّح بأنه الابن الأكبر لأن العرب في الأغلب تُكنى بالابن الأكبر.

## تنازله عن الحكم ووفاته

### التنازل عن الحكم (902هـ)

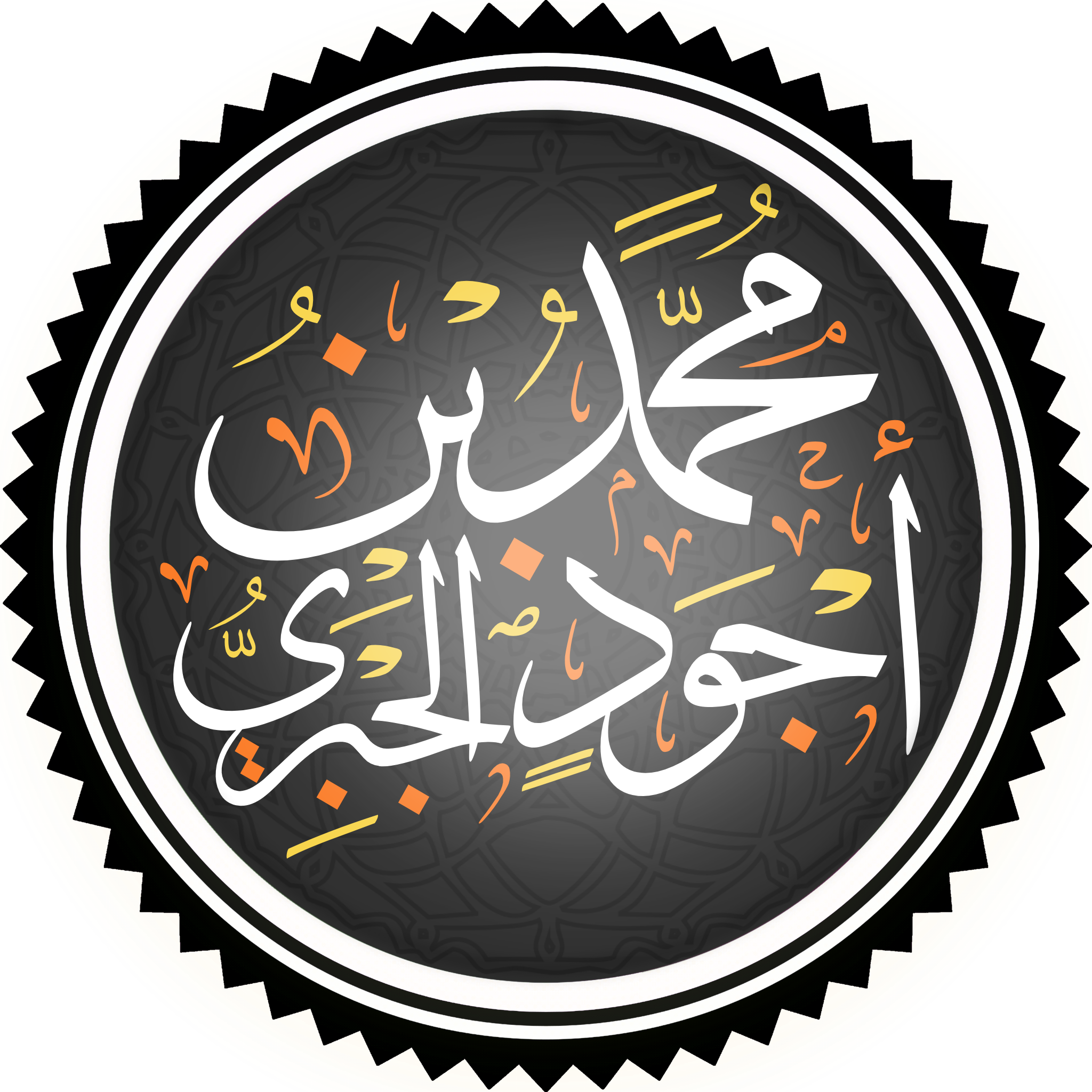
تخطيط اسم السلطان محمد بن أجود الجبري، تنازل أجود عن الحُكم لابنه محمد.

لا يُعرف تحديدًا كيف انتهى حُكم أجود وسنة انتهاءها، ولكن يُرجِّح الباحث خالد بن عزام الخالدي أن أجود بن زامل تنازل عن الحُكْم لابنه محمد قرابة سنة 902هـ/1497م ظنًّا منه أنه كبُر بالسن حتى أصعبت عليه مهام الحُكْم، ويدعم قوله رواية العز ابن فهد المكي (ت 920هـ) الذي ذكر فيها حج محمد بن أجود في سنة 910هـ/1504م قائلًا: «وحج الأمير الشيخ محمد بن علي بن جبر المتقدم عن أبيه في مملكته والمشار إليه» ولكن يُرجِّح الباحث علي بن غانم الهاجري أن النص يُشير بأن أجود بن زامل كان حيًّا في ذلك الوقت ولم يكن محمد السلطان وقتها لذلك مَالَ بأن أجود بن زامل استمر في الحُكم إلى وفاته.

### وفاته (911هـ)
اختُلف في سنة وفاة أجود بن زامل ولا يُعرف مكان وفاته ويرجع ذلك إلى سكوت المصادر عن ذكر أجود بعد سنة 900هـ/1494م، فقد رجَّح عبد اللطيف الحميدان أن سنة وفاته كانت بعد سنة 901هـ/1495م، في حين رجَّح خالد السعدون أن وفاته كانت في سنة 902هـ/1496م، ويُرجِّح علي بن غانم الهاجري أن وفاته كانت في سنة 911هـ/1505م، وأخيرًا يُرجِّح خالد بن عزام الخالدي أن وفاته كانت في قرابة سنة 912هـ/1506م.

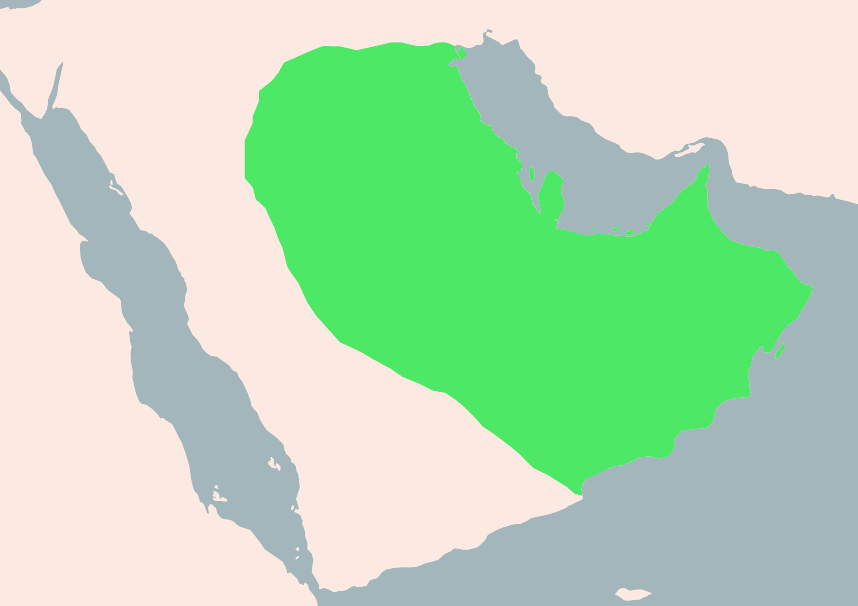
خريطة تُظهر نفوذ الدولة الجبرية بعد وفاة أجود بن زامل.

وبالنسبة لقول عبد اللطيف الحميدان فإنَّه لم يذكر مصدره أو طريقة استدلاله التي من خلالها رجَّح بوفاة أجود بعد سنة 901هـ/1495م، وأمَّا قول خالد السعدون بوفاة أجود سنة 902هـ/1496م فاستدلَّ بذلك على سكوت المصادر عن أجود بعد سنة 900هـ/1494م بظنه أن ذلك يشير إلى وفاته بعد مُدَّة تُقارب السنة أو السنتين، في حين انتقد الهاجري هذا القول قائلًا: «سكوت المصادر عند ذكر السلطان أجود بعد سنة 900هـ/1494م ليس سببًا مقنعًا في أنه قد فارق الحياة، فالمصادر قد بخلت علينا بذكر الكثير من الأحداث عن هذا السلطان ولم تذكر إلَّا ما تيسر»، وأمَّا قول علي بن غانم الهاجري بوفاة أجود في سنة 911هـ/1505م فقد رجَّح بين روايات رحلات الحج لأجود بن زامل من رواية العصامي وابن بسام وابن بشر وابن فرج فقام بمناقشتها والجمع بينها ليتُوصَّل بنتيجة التي من خلالها أقرَّ بسنة وفاة أجود وهي سنة 911هـ/1505م، وأمَّا قول خالد بن عزام الخالدي بوفاة أجود قرابة سنة 912هـ/1506م فقد استدلَّ بأحد الروايات التي صرَّحت بإتمام أجود لمناسك الحج في تلك السنة إلا أنه لم يصرح بصاحب هذه الرواية، ولعله يقصد رواية ابن بسام التي صرَّحت بذلك.

## الملاحظات
1. ↑  حُدِّد الشهر الميلادي باستخدام محوِّل التاريخ في موقع التقويم الهجري الرسمي للمملكة العربية السُّعودية.
2. ↑  لم يصرِّح ابن طولون الصالحي باسم سلطان الجبور واكتفى بوصفه «ابن جبر» ويُرجَّح أنه أجود بن زامل بسبب وقوع الحادثة في فترة حُكمه.
3. ↑  ذكر ابن فهد نسب محمد بن أجود خطأً في البداية ثُمَّ صحَّح اسمه في موضعٍ آخر.[110]

### فهرس المراجع
منشورات
1. ↑  [أ] خليل (2006)، ص. 437.
[ب] الهاجري (2018)، ص. 32.
2. 1 2 3 4 5 6 7  الملطي (2011)، ج. 1، ص. 217.
3. 1 2 3 4 5 6 7  السخاوي (1992)، ج. 1، ص. 190.
4. ↑  الهاجري (2018)، ص. 42.
5. 1 2 3  السمهودي (1998)، ج. 3، ص. 225.
6. ↑  الخالدي (2011)، ص. 174.
7. ↑  آل عبد القادر (1960)، ص. 38.
8. ↑  [أ] السخاوي (1992)، ج. 1، ص. 190.
[ب] الملطي (2011)، ج. 1، ص. 217.
9. ↑  [أ] ابن عقيل (1983)، ص. 208.
[ب] ابن بسام (2000)، ص. 52.
10. ↑  الحميدان (1979)، ص. 75.
11. ↑  ابن عقيل (1983)، ص. 308.
12. ↑  [أ] الجاسر (2001)، ص. 92.
[ب] الخالدي (2011)، ص. 20.
13. ↑  [أ] الناصري (2009)، ص. 34.
[ب] الخالدي (2011)، ص. 20–22.
14. ↑  المسلط (2014)، ص. 7.
15. ↑  الخالدي (2011)، ص. 19، 22.
16. ↑  [أ] السخاوي (1992)، ج. 1، ص. 190.
[ب] خليل (2006)، ص. 438.
17. ↑  الخالدي (2011)، ص. 26–27.
18. ↑  [أ] السخاوي (1992)، ج. 1، ص. 190.
[ب] الخالدي (2011)، ص. 29.
19. ↑  الهاجري (2018)، ص. 45.
20. 1 2  الخالدي (2011)، ص. 173.
21. ↑  الخالدي (2011)، ص. 16.
22. ↑  خليل (2006)، ص. 405.
23. ↑  الخالدي (2011)، ص. 18.
24. 1 2 3  الخالدي (2011)، ص. 31.
25. ↑  الهاجري (2018)، ص. 69.
26. ↑  المسلط (2014)، ص. 23.
27. ↑  خليل (2006)، ص. 439.
28. ↑  الهاجري (2018)، ص. 186–187.
29. ↑  [أ] الخالدي (2011)، ص. 47.
[ب] الهاجري (2018)، ص. 193.
30. ↑  الهاجري (2018)، ص. 193.
31. ↑  خليل (2006)، ص. 487.
32. ↑  الهاجري (2018)، ص. 194.
33. ↑  خليل (2006)، ص. 488–489.
34. ↑  الخالدي (2011)، ص. 48.
35. 1 2 3  الخالدي (2011)، ص. 49.
36. ↑  الهاجري (2018)، ص. 203–204.
37. ↑  [أ] الخالدي (2011)، ص. 164.
[ب] المسلط (2014)، ص. 97.
38. 1 2  الخالدي (2011)، ص. 51.
39. 1 2 3  الخالدي (2011)، ص. 52.
40. ↑  المسلط (2014)، ص. 99.
41. ↑  الهاجري (2018)، ص. 99.
42. ↑  الهاجري (2018)، ص. 154.
43. ↑  الهاجري (2018)، ص. 155.
44. ↑  الخالدي (2011)، ص. 54.
45. ↑  الصويان (2001)، ص. 311.
46. ↑  خليل (2006)، ص. 463.
47. 1 2  ابن بسام (2000)، ص. 52.
48. ↑  ابن بسام (2000)، ص. 53.
49. ↑  ابن بسام (2000)، ص. 55.
50. ↑  ابن بسام (2000)، ص. 66، 71.
51. 1 2  الصويان (2001)، ص. 301.
52. 1 2 3  الخالدي (2011)، ص. 55.
53. 1 2  الهاجري (2018)، ص. 138.
54. ↑  الهاجري (2018)، ص. 139.
55. ↑  الهاجري (2018)، ص. 66.
56. ↑  الهاجري (2018)، ص. 67–68.
57. ↑  الهاجري (2018)، ص. 70.
58. ↑  [أ] الخالدي (2011)، ص. 163–164.
[ب] الهاجري (2018)، ص. 71.
59. ↑  [أ] الخالدي (2011)، ص. 163–164.
[ب] الهاجري (2018)، ص. 73–74.
60. 1 2  الخالدي (2011)، ص. 164.
61. ↑  الهاجري (2018)، ص. 72.
62. 1 2  الهاجري (2018)، ص. 71.
63. ↑  الهاجري (2018)، ص. 91.
64. ↑  [أ] العسقلاني (1972)، ج. 1، ص. 83.
[ب] الخالدي (2011)، ص. 179.
65. ↑  السخاوي (1992)، ج. 3، ص. 186–187.
66. ↑  السخاوي (1992)، ج. 5، ص. 40–41.
67. ↑  السخاوي (1992)، ج. 3، ص. 120.
68. ↑  ابن بشر (1982)، ج. 2، ص. 303.
69. ↑  الهاجري (2018)، ص. 93.
70. ↑  الخالدي (2011)، ص. 167–168.
71. ↑  الهاجري (2018)، ص. 80.
72. ↑  الهاجري (2018)، ص. 81.
73. ↑  الخالدي (2011)، ص. 170.
74. 1 2 3  الهاجري (2018)، ص. 89.
75. ↑  الخالدي (2011)، ص. 207.
76. ↑  الخالدي (2011)، ص. 142.
77. ↑  [أ] الخالدي (2011)، ص. 147.
[ب] الهاجري (2018)، ص. 93، 97، 99.
78. ↑  الحميري (1980)، ص. 82.
79. ↑  الهاجري (2018)، ص. 98–99.
80. ↑  الخالدي (2011)، ص. 185.
81. ↑  الخالدي (2011)، ص. 186.
82. ↑  الخالدي (2011)، ص. 195.
83. 1 2  آل عبد القادر (1960)، ص. 120.
84. ↑  الخالدي (2011)، ص. 198.
85. ↑  السلمان (2000)، ص. 125.
86. ↑  الهاجري (2018)، ص. 113.
87. ↑  [أ] السلمان (2000)، ص. 127.
[ب] خليل (2006)، ص. 479.
88. ↑  الهاجري (2018)، ص. 108.
89. ↑  الهاجري (2018)، ص. 109.
90. ↑  الصالحي (1998)، ص. 19.
91. ↑  الهاجري (2018)، ص. 115.
92. ↑  الحميدان (1982)، ص. 65.
93. ↑  الحميدان (1982)، ص. 71–72.
94. ↑  الحميدان (1982)، ص. 72.
95. ↑  الحميدان (1982)، ص. 67.
96. ↑  الملطي (2011)، ج. 1، ص. 190.
97. 1 2  الخالدي (2011)، ص. 182.
98. ↑  المكي (1983)، ج. 4، ص. 542.
99. ↑  الجزيري (2002)، ص. 474.
100. ↑  المكي (2005)، ج. 1، ص. 540.
101. ↑  الخالدي (2011)، ص. 167.
102. 1 2  الهاجري (2018)، ص. 47.
103. 1 2  الخالدي (2011)، ص. 33.
104. ↑  الخالدي (2011)، ص. 41.
105. 1 2  ابن لعبون (1988)، ص. 39.
106. ↑  الهاجري (2018)، ص. 164.
107. ↑  [أ] شاكر (1976)، ص. 153.
[ب] شاكر (2000)، ج. 7، ص. 118.
108. ↑  السعيد (2021)، ص. 84.
109. ↑  الهاجري (2018)، ص. 41–42.
110. ↑  [أ] المكي (2005)، ج. 3، ص. 1560.
[ب] الهاجري (2018)، ص. 54.
111. ↑  المكي (2005)، ج. 3، ص. 1418.
112. ↑  الهاجري (2018)، ص. 55.
113. ↑  الهاجري (2018)، ص. 49.
114. 1 2  الحميدان (1982)، ص. 73.
115. 1 2  السعدون (2012)، ص. 77.
116. 1 2  الهاجري (2018)، ص. 58.
117. 1 2  الخالدي (2011)، ص. 32.
118. ↑  الهاجري (2018)، ص. 53–54.
119. ↑  العصامي (1998)، ج. 4، ص. 317.
120. 1 2  ابن بسام (2000)، ص. 64.
121. ↑  ابن بشر (1982)، ج. 2، ص. 299.
122. ↑  ابن فرج (1997)، ص. 41.

مواقع الشابكة
1. ↑  محمد القريني. "الحياة الثقافية في الأحساء في عهد الدولة الجبرية". Academia. مؤرشف من الأصل في 2024-08-11. اطلع عليه بتاريخ 2025-06-07.
2. ↑  "جامع الجبري". مؤسسة التراث. مؤرشف من الأصل في 2024-09-06. اطلع عليه بتاريخ 2024-09-06.
3. ↑  "اليوم الوطني / "قصر إبراهيم".. بصمة تاريخية لحكاية الزمان والمكان في واحة الأحساء". وكالة الأنباء السعودية. 27 صفر 1444هـ/23 سبتمبر 2022م. مؤرشف من الأصل في 28 أبريل 2025. اطلع عليه بتاريخ 28 أبريل 2025. {{استشهاد ويب}}: تحقق من التاريخ في: |تاريخ= (مساعدة)

### بيانات المراجع (مُرتَّبة حسب تاريخ النشر)
الكتب
- محمد بن عبد الله آل عبد القادر (1960)، تحفة المستفيد بتاريخ الأحساء في القديم والجديد، تحقيق: حمد الجاسر (ط. 1)، الرياض، OCLC:4770938154، QID:Q127688980{{استشهاد}}:  صيانة الاستشهاد: مكان بدون ناشر (link)
- ابن حجر العسقلاني (1972)، الدرر الكامنة في أعيان المائة الثامنة، تحقيق: كرنكو (ط. 2)، حيدر آباد: دائرة المعارف العثمانية، OCLC:4770895251، QID:Q116944989
- محمود شاكر (1976)، شبه جزيرة العرب: نجد (ط. مجهول)، بيروت: المكتب الإسلامي، OCLC:29796889، QID:Q134268614
- محمد بن عبد المنعم الحميري (1980)، الروض المعطار في خبر الأقطار، تحقيق: إحسان عباس، بيروت: مؤسسة ناصر للثقافة، QID:Q121076328
- عثمان بن بشر (1982)، عنوان المجد في تاريخ نجد، تحقيق: عبد الرحمن بن عبد اللطيف بن عبد الله آل الشيخ (ط. 4)، الرياض: دارة الملك عبد العزيز، OCLC:4770155912، QID:Q124368755
- ابن عقيل الظاهري (1983)، أنْساب الأُسَرِ الحَاكمةِ في الأَحسَاء: العيونيون-آل عصفور-بنو جروان-آل جبر-آل مغامس (ط. 1)، الرياض، ج. 1، OCLC:1227707717، QID:Q118601281{{استشهاد}}:  صيانة الاستشهاد: مكان بدون ناشر (link)
- النجم ابن فهد المكي (1983)، إتحاف الوَرَى بأخبار أمُّ القُرى، تحقيق: فهيم بن محمد شلتوت (ط. 1)، القاهرة: مكتبة الخانجي، OCLC:4771283316، QID:Q130242470
- حمد بن لعبون (1988)، تاريخ حَمَد بن مُحمَّد بن لُعْبُون الوائلي الحنبلي النَّجدي (ط. 2)، الطائف: مكتبة المعارف، OCLC:4770400315، QID:Q125539458
- شمس الدين السخاوي (1992)، الضوء اللَّامع لأهل القرن التاسع (PDF) (ط. 1)، بيروت: دار الجيل للطبع والنشر والتوزيع، OCLC:4770528447، QID:Q126364807، مؤرشف من الأصل (PDF) في 2021-07-29
- ابن فرج (1997)، السلاح والعدة في تاريخ بندر جدة، تحقيق: علي محمد عمر، القاهرة: مكتبة الثقافة الدينية، OCLC:4770560130، QID:Q129393531{{استشهاد}}:  صيانة الاستشهاد: ref duplicates default (link)
- السمهودي (1998)، وفاء الوفاء بأخبار دار المصطفى، بيروت: دار الكتب العلمية، QID:Q124614086{{استشهاد}}:  صيانة الاستشهاد: ref duplicates default (link)
- عبد الملك العصامي (1998). سمط النُجُوم العوالي في أنباء الأوائل والتوالي (ط. 1). بيروت: دار الكتب العلمية. ISBN:2-7451-2615-6. OCLC:44102027. OL:12601935M. QID:Q119322521.
- ابن طولون الصالحي (1998). مُفاكهة الخلَّان في حوادث الزمان. تحقيق: خليل المنصور (ط. 1). بيروت: دار الكتب العلمية. ISBN:978-2-7451-0006-1. OCLC:40850754. QID:Q126336050.
- عبد الله بن محمد البسام (2000)، تحفة المشتاق في أخبار نجد والحجاز والعراق، تحقيق: إبراهيم الخالدي (ط. 1)، الرقة: المختلف للنشر والتوزيع، OCLC:4770910277، QID:Q116257134
- محمد حميد السلمان (2000)، الغزو البرتغالي للجنوب العربي والخليج: في الفترة ما بين 1507 – 1525م، العين: مركز زايد للتراث، LCCN:00293883، OCLC:44586309، OL:23558331M، QID:Q130377508
- محمود شاكر (2000)، التاريخ الإسلامي، بيروت: المكتب الإسلامي، QID:Q128992364
- حمد الجاسر (2001). جمهرة أنساب الأُسر المُتحضِّرة في نجد (ط. 3). الرياض: دار اليمامة للبحث والترجمة والنشر. ISBN:9960-9197-5-7. OCLC:1158700750. QID:Q128834413.
- سعد الصويان (2001). الشِّعر النبطي ذائقة الشَّعب وسُلطة النَّص (ط. 1). الرياض: مكتبة الملك فهد الوطنية. ISBN:9960-38-182-X. QID:Q129378435.
- عبد القادر بن محمد الجزيري (2002)، الدرر الفرائد المنظمة في أخبار الحاج وطريق مكة المعظمة، تحقيق: محمد حسن محمد حسن إسماعيل الشافعي (ط. 1)، بيروت: دار الكتب العلمية، ج. 1، QID:Q134268426
- العز ابن فهد المكي (2005)، بلوغ القرى في ذيل إتحاف الورى بأخبار أم القرى، تحقيق: عبد الرحمن بن حسين، عليان بن عبد العالي المحلبدي، صلاح الدين بن خليل إبراهيم (ط. 1)، القاهرة: دار القاهرة، OCLC:60126925، OL:57392913M، QID:Q134055257
- محمد محمود خليل (2006). تاريخ الخليج وشرق الجزيرة العربية المسمى إقليم البحرين: في ظل حكم الدويلات العربية (العيونيين-العصفوريين-بني جروان-سلطنة هرمز-الجبور) (ط. 1). القاهرة: مكتبة مدبولي. ISBN:977-208-592-5. LCCN:2006308817. OCLC:70634495. OL:16272475M. QID:Q118669529.
- أحمد العامري الناصري (2009)، قبيلة بني خالد في التاريخ: أعلام - أحداث - أماكن - قصائد - خرائط وصور ووثائق تنشر لأول مرة - القبيلة في بعض الدول العربية: العراق - فلسطين - السعودية - الكويت - قطر - البحرين - سوريا - الأردن - لبنان - عُمان - الإمارات - اليمن - مصر - خوزستان (ط. 1)، بيروت: دار الرافدين، OCLC:481175053، OL:45187298M، QID:Q119609860
- عبد الباسط الملطي (2011)، المجمع المُفنَّن بالمُعجم المُعَنْون، تحقيق: عبد الله محمد الكندري (ط. 1)، بيروت: دار البشائر الإسلامية، OCLC:768579145، QID:Q128846467
- خالد بن عزام بن حمد الخالدي؛ إيمان بنت خالد الخالدي (2011). السلطنة الجبرية: في نجد و شرق الجزيرة العربية (ط. 1). بيروت: الدار العربية للموسوعات. ISBN:978-9953-563-16-9. LCCN:2011332519. OCLC:705005796. OL:25365932M. QID:Q120997896.
- خالد حمود السعدون (2012). مختصر التاريخ السياسي للخليج العربي منذ أقدم حضاراته حتى سنة 1971 (ط. 1). بيروت: جداول للنشر والتوزيع. ISBN:978-614-418-128-7. LCCN:2012506390. OCLC:813231625. OL:31027136M. QID:Q134106050.
- صالح هواش المسلط (2014)، دولة الجُبُور: إمَارَة الجُبُور أو الإمَارة الجَبْريَّة في نَجْد وَشرقِ الجَزِيرَة العَرَبيَّة (ط. 1)، دمشق: دار المكتبي، OCLC:1230048805، QID:Q126282975
- علي بن غانم الهاجري (2018)، السلطنة الجبرية في مرحلة القوة والازدهار: عهد السلطان أجود بن زامل (ط. 1)، الدوحة: جامعة حمد بن خليفة، OCLC:1122836451، QID:Q128800345

الدوريات المُحكَّمة
- عبد اللطيف الحميدان (1979). "إمارة العصفوريين ودورها السياسي في تاريخ شرق الجزيرة العربية". جامعة البصرة ع. 15: 69–140. OCLC:4770289153. QID:Q133481445.
- عبد اللطيف الحميدان (1982). "مكانة السلطان أجود بن زامل الجبري في الجزيرة العربية" (PDF). الدارة ع. 4: 56–77. QID:Q128800405.
- خالد بن عبد الله السعيد (2021). "السلطان مقرن بن زامل الجبري (ت 927 هـ/1521م)" (PDF). المجلة العربية للنشر العلمي ع. 81: 81–94. ISSN:2663-5798. OCLC:10132922313. QID:Q125821173.

## وصلات خارجية
- فراس الطيب. "الجبور/آل جبر في البحرين". تاريخ الحكام والسلالات الحاكمة. مؤرشف من الأصل في 2024-08-26. اطلع عليه بتاريخ 2024-08-26.

| ألقاب ملكية      | ألقاب ملكية              | ألقاب ملكية       |
| ---------------- | ------------------------ | ----------------- |
| سبقه سيف بن زامل | سُلطان الجبور 1470 - 1497 | تبعه محمد بن أجود |